# Virus oncogène
 (septembre 2014).
Les virus oncogènes sont des virus ayant la capacité de rendre cancéreuse la cellule qu’ils infectent. Le mot « oncogène » est issu du grec oncos, qui signifie « tumeur ».
De façon générale, ils sont responsables de 15 % des cancers. Ces virus possèdent globalement les mêmes caractéristiques que les autres virus (mode d’action, structure, composition…) et ont la faculté d’infecter aussi bien l’homme que d’autres espèces (animales ou végétales). Pour que le caractère tumoral ait lieu, il faut que le virus entre en cycle abortif et s’intègre au génome cellulaire, ce qui n’est pas systématique, car il peut entrer en cycle lytique et provoquer la lyse de la cellule.
Ces virus sont classifiés en six catégories :
- Herpèsvirus (ADN), ex. : Epstein-Barr (cancer du pharynx, des voies nasales) ;
- Adénovirus (ADN), ex. : Adénovirus type 12 (cancer des voies respiratoires, tube digestif) ;
- Papovavirus (ADN), ex. : Papillomavirus humain, SV40 (cancer du col de l'utérus…) ;
- Hépadnavirus (ADN), ex. : Hépatite B (carcinome hépatique) ;
- Rétrovirus (ARN), ex. : ALV (Avian Leukosis Virus) (leucémie aviaire), HTLV…
- Hepacivirus (ARN), ex. : Hépatite C.

À noter que le VIH n'est pas un oncovirus, l'immunodépression qu'il induit permet justement aux virus oncogènes de provoquer des cancers.
Notons que le papillomavirus, le virus de l'hépatite B et celui de l'hépatite C sont les principaux virus associés à l'apparition de cancer (en nombre de nouveaux cas).
Comme tous les virus, leurs génomes présentent de multiples possibilités structurales, cependant on peut différencier 2 grands mécanismes généraux d’infection selon le support de l’information génétique : ADN ou ARN.

## Oncovirus à ADN
Les oncovirus à ADN présentent le gène oncogène dans leur génome et vont pouvoir l’exprimer en s’intégrant partiellement ou entièrement et de façon aléatoire dans le génome de la cellule infectée. Les produits de ce gène oncogène vont modifier le développement normal de la cellule et la transformer. Ces produits peuvent intervenir dans la réplication, être des répresseurs transcriptionnels, se lier à d’autres protéines de la cellule…
Lors du cycle abortif, le virus accélère l’entrée de la cellule en phase S ce qui lui permet de se répliquer plus rapidement car le métabolisme nucléotidique est amplifié.
En temps normal le cycle cellulaire est contrôlé en phase G1 par la protéine pRb qui forme un complexe avec E2F et bloque l’expression des gènes du cycle cellulaire. En effet, E2F est lié à l’ADN avec DP1 (facteur de transcription) et à eux deux induisent l’expression de cycline E et A nécessaire au passage en phase S. Un deuxième contrôle a lieu au niveau de la protéine p53 qui empêche la phosphorylation de pRb restant ainsi lié à E2F. De plus, la combinaison de l’induction de p53 et l’expression de E2F tendent à induire l’apoptose.
C’est donc sur ces 2 protéines là que vont agir les produits de traduction de gènes oncogènes (protéines précoces). Exemple : dans le cas du SV40 le facteur transformant est l’antigène T qui à lui seul permet d’immortaliser et transformer les cellules par fixation de pRb et p53. Pour que l’infection abortive soit persistante il faut qu’il y ait expression continue de ces facteurs transformants. Selon le type viral ces facteurs sont différents mais l’on note une certaine convergence évolutive.
Autre exemple : dans le cas des papillomavirus humains (HPV) à haut risque, E6 se lie à p53 et induit sa dégradation en recrutant l'ubiquitine ligase E6AP, et E7 se lie à pRb et induit sa dégradation via sa polyubiquitinylation par CUL2.

## Oncovirus à ARN
Les virus oncogènes à ARN sont appelés oncornavirus, ils font partie de la famille des rétrovirus. Ils possèdent des propriétés communes au niveau de l’enveloppe externe qui est dérivée de la membrane cytoplasmique et hérissée de spicules glycoprotéiques (fonctionnent comme un récepteur glycoprotéique membranaire) mais également leur noyau contient une nucléoprotéine avec une organisation hélicoïdale, leur génome est diploïde avec 2 molécules identiques d’ARN monocaténaire reliées en plusieurs points par des ponts hydrogène. Chacune de ces molécules contient toute l’information nécessaire à la réplication du virus, notamment 3 gènes essentiels à cette réplication :
- le gène gag (code les protéines de la nucléocapside) ;
- le gène pol (code la transcriptase inverse) ;
- le gène env (code les protéines de l’enveloppe virale).

Certains virus possèdent un gène supplémentaire qui est un gène oncogène. La réplication des oncornavirus est très particulière, elle passe via la transcriptase inverse par la fabrication d’une copie d’ADN monocaténaire puis par synthèse du brin complémentaire pour ensuite pouvoir s’intégrer dans le génome cellulaire grâce à une intégrase. Par la suite, le mécanisme de transformation cellulaire sera similaire à celui des virus à ADN.
Certains virus oncogènes ARN ne possèdent pas de gènes oncogènes à leur entrée dans la cellule pourtant ils provoquent les mêmes effets que les virus possédant le gène oncogène.
Cela s’explique par le fait que la cellule possède ce gène oncogène appelé proto-oncogène, qui régule la croissance de la cellule. Le virus va activer ou surexprimer le proto-oncogène par insertion d’un promoteur viral et le transformer en gène viral. Les structures du proto-oncogène et de l’oncogène ont été analysées et leurs séquences nucléotidiques ne diffèrent que par une base. Ainsi une mutation ponctuelle peut donc transformer un proto-oncogène en oncogène et faire entrer la cellule en phase tumorale. Le SRAS-CoV-2 a également été supposé être associé au cancer .

## Préventions primaires et secondaires
Lorsqu’il y a apparition d’un processus tumoral, via une infection virale, le seul traitement possible est de lutter contre le cancer par les traitements classiques : exérèse, chimiothérapie… Une autre possibilité consiste à lutter contre l’infection responsable grâce à un vaccin antiviral mis au point à partir de particules virales non-infectantes. C’est le cas du vaccin contre le cancer du col de l’utérus (papillomavirus dit HPV), où l’on injectera au patient des particules virus-like L1 ou VLP.
Mais la grande instabilité génomique des virus empêche la mise au point d’un vaccin efficace à long terme. De plus, dès que le virus a pénétré dans la cellule, les défenses immunitaires deviennent moins efficaces.

### Sources
- Marc Vasseur : Virus oncogènes, introduction à la biologie moléculaire du cancer Hermann, Éditeurs des sciences et des arts, 1989, pages 1-27, 185-253, 279-310
- Jean-Marie Huraux, Jean-Claude Nicolas, Henri Agut : Virologie, de la biologie à la clinique, Flammarion Médecine-sciences, 1985, pages 293-317
- Marc Girard, Léon Hirth, Geneviève Lebeurier, Jean Witz : Virologie moléculaire, Doin, 1989, pages 409-444, 461-480
- http://membres.multimania.fr/neb5000/VirologieI/oncogenese/oncogenese1.htm